# Henri IX de Lubin
Pour les articles homonymes, voir Henri IX.
Henri IX de Lubin (polonais Henryk IX lubiński); né en 1369 – entre 9 janvier 1419 et 10 juillet 1420, fut un duc de  Brzeg (allemand : Brieg) conjointement avec son frère entre  1399–1400 puis à partir de 1400, duc de Lubin (allemand: Lüben), Chojnów (allemand: Haynau) et Oława (allemand Ohlau).

## Biographie

### Enfance et jeunesse
Henri IX de Lubin est le fils de Henri VII le Balafré, duc de Brzeg, et de première épouse Hélèna, la fille d'Otto V, comte d'Orlamünde. Il est l'unique enfant de ses parents car sa mère meurt très jeune dès 1369, peu de temps après sa naissance. Le prince grandit dans le milieu intellectuel et artistique raffiné de la cour son grand-père Louis Ier le Beau. Il prend part à plusieurs controverses scientifiques, à des fêtes somptueuses, des bals, des représentations théâtrales, mais aussi à de grands tournois de chevaliers. La bibliothèque de Louis Ier a la réputation d'être l'une des plus importantes d'Europe. Le duc est un protecteur renommé des arts et de la culture, très soucieux de l'éducation de ses héritiers.
En 1379, après dix ans de veuvage, le père d'Henri IX se remarie. Sa nouvelle épouse est Marguerite de Mazovie, fille du duc  Siemowit III, veuve de Casimir IV de Poméranie. Cette union, donne à Henri IX deux demi-frère et sœur Louis II et Marguerite. Malgré la considérable différence d'âge entre eux, les deux demi-frères entretiennent de très bonnes et chaleureuses relations qui durent jusqu'au conflit du début du XVe siècle.
Le 5 juillet 1396 Louis Ier le Beau attribue à  Henri IX les cités de Kluczbork, Byczyna et Wołczyn, à l'occasion de ses fiançailles avec Anne de Cieszyn, fille du duc Przemysław Ier Noszak de Cieszyn mais la possession  de ces domaines qui génèrent une rente de 2 000 fines ne lui est confirmée officiellement que le 29 septembre, neuf jours après la cérémonie de mariage. Le contrat de mariage stipule également que les domaines sont destinés à devenir le futur douaire (Oprawa wdowia) de la jeune épouse. Quelques mois plus tard Louis Ier donne à son petit-fils la moitié des revenus des villes de Brzeg, Wierzbno et Oława.

### Début du règne
le 6/23 décembre 1398 Louis Ier le Beau meurt et il a comme successeur son fils Henri VII, qui meurt également onze mois plus tard 11 juillet 1399. Les deux frères  Henri IX et Louis II héritent conjointement du duché de Brieg et en deviennent les corégents. En octobre 1400 ils décident toutefois de diviser leurs domaines. Henri IX prend les régions de  Lubin (allemand: Lüben), Chojnów (allemand: Haynau) and Oława (allemand: Ohlau), et Louis II reçoit Brzeg (allemand: Brieg).
Le 17 juillet 1402 les deux frères sont présents lors de la rencontre des ducs de la dynastie Piast de Silésie à  Wroclaw, au cours de laquelle ils concluent une alliance défensive et offensive entre eux et décident de rendre l'hommage à Venceslas Ier roi des Romains et roi de Bohême.

### Captivité de Louis II en Orient
En 1404 Louis II effectue un pèlerinage en Terre-Sainte, au cours duquel il est capturé et emprisonné par des Arabes. La mauvaise nouvelle arrive seulement à Brzeg à la fin de l'année. Henri IX, afin de réunir la rançon de son frère, impose aux habitants de Brzeg comme ses propres sujets de Chojnów et Oława une taxe exceptionnelle. La somme de 4.000 fines ou grzywie  est collectée rapidement cependant la libération et le retour de Louis II en Silésie n'intervient qu'à la fin de 1405. Pendant tout ce temps Henri IX assure le gouvernement du duché de Brzeg.

### Conflit avec Louis II
En mars 1409 le duc Venceslas II de Legnica, évêque de Wroclaw, proclame Louis II héritier de son duché de Legnica et de la moitié de Złotoryja. Les droits sur l'autre moitié de  Złotoryja et une somme de 6,000 fines sont assignés à  Henri IX. Venceslas II décide également que chaque frère à la possibilité d'acquérir la totalité de  Złotoryja sous réserve de payer une compensation financière à l'autre.
À la même époque  Louis II achète à Henry IX sa part de Złotoryja. À cette époque de duc de Lubin furieux du favoritisme de Venceslas II envers Louis II et son jeune frère rompt leurs relations amicales. Peu après le conflit se transforme en une guerre ouverte à l'initiative de Henri IX ; elle dure de 1411 à 1414. La guerre se poursuit malgré la médiation de Venceslas II, qui tente de persuader Henri IX de l'arrêter. Elle ne cesse que grâce à l'intervention  du roi Venceslas IV, qui interdit à ses vassaux de poursuivre le combat. Les deux frères se réconcilient finalement:  un accord d'aide mutuelle est conclu qui prévoit de plus que les habitants du duché de Legnica-Złotoryja ont l'obligation de rendre l'hommage aux deux ducs. Henri IX meurt à une date indéterminée en 1419/1420. L'endroit de son inhumation est inconnu.

## Union et postérité
Le 29 septembre 1396 Henri IX épouse Anne (née avant 1374 – 8 juillet entre 1405/1420?), fille de Przemysław Ier Noszak duc de Cieszyn, ils ont six enfants:
- Robert/Rupert II.
- Venceslas III.
- Catherine (née 1400 – †  juillet 1424), épouse le 1er aout 1423 comte de Albert III de Lindow-Ruppin.
- Anne (née avant 1403 – †  après 13 novembre 1420).
- Hedwige (née avant 1404 – † après 4 février 1432), chanoinesse à Trebnitz en 1416.
- Louis III

## Article lié
- Duché de Silésie

## Sources
- (en) Cet article est partiellement ou en totalité issu de l’article de Wikipédia en anglais intitulé « Henry IX of Lubin » (voir la liste des auteurs), édition du 2 juillet 2014.
- (en) & (de) Peter Truhart, Regents of Nations, K. G Saur Münich, 1984-1988 (ISBN 359810491X), Art. « Liegnitz (Pol. Legnica) + Goldberg », p.  2451-2452 & « Brieg (Pol. Brzeg » p. 2448-2449
- (de) Europäische Stammtafeln Vittorio Klostermann, Gmbh, Francfort-sur-le-Main, 2004  (ISBN 3465032926),  Die Herzoge von Schlesien, in Liegnitz 1352-1596, und in Brieg 1532-1586 des Stammes der Piasten  Volume III Tafel 10.